# Macaco-aranha-marrom
O macaco-aranha-marrom (Ateles hybridus) é uma espécie de primata do Novo Mundo do gênero Ateles, encontrado na Colômbia e Venezuela. A caça e o desmatamento diminuíram em 80% as populações da espécie, e serve como justificativa para ser considerada como "Criticamente em Perigo" pela IUCN.